# Domaine de vol
Le domaine de vol d'un aéronef est la plage de vitesse indiquée (ou Mach), et d'altitude, dans laquelle il peut évoluer en sécurité. La notion de domaine de vol inclut généralement des limites pour d'autres types de paramètres, dont :
- le facteur de charge
- l'incidence
- le dérapage
- l'inclinaison et l'assiette

Le dépassement de ces limites peut entraîner un endommagement structural et/ou une perte de contrôle. A basse vitesse, le dépassement de l'incidence maximale peut aboutir au décrochage aérodynamique de l'avion.

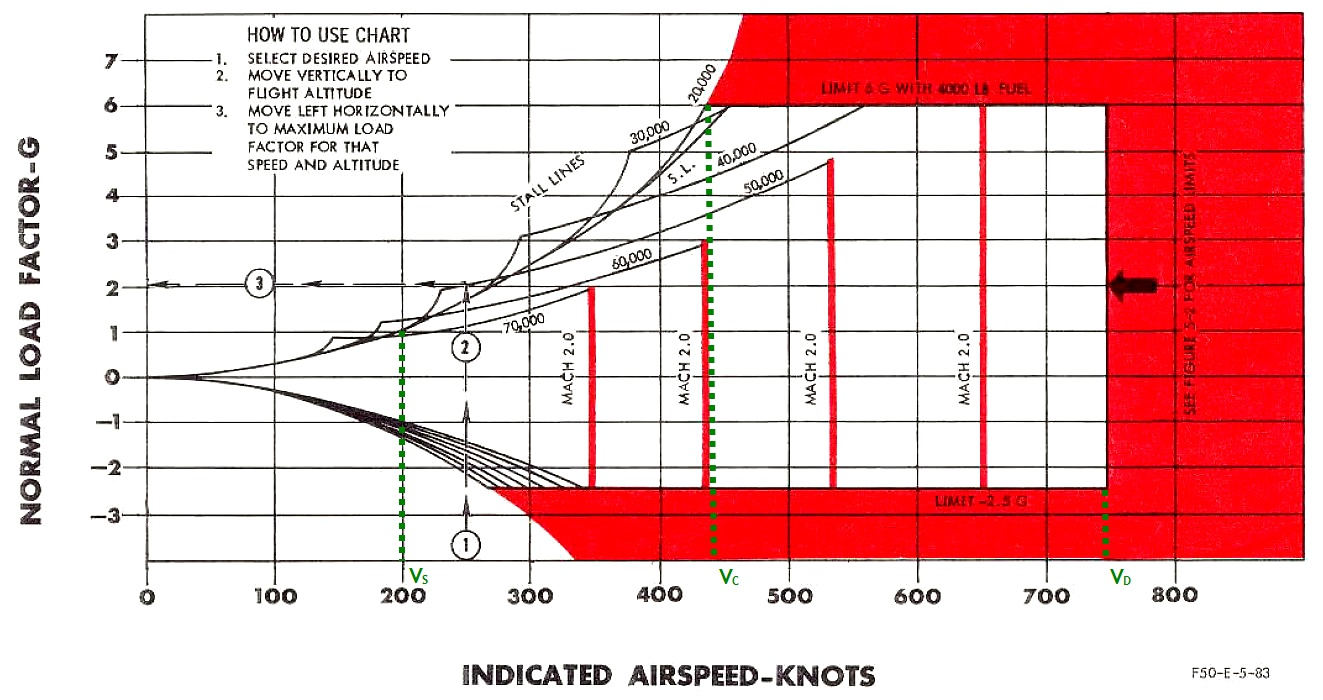
Domaine de vol d'un F-104A.

On peut représenter le domaine de vol par un diagramme où figure en abscisse la vitesse, de zéro à la vitesse maximale, et en ordonnée, le facteur de charge. Le diagramme permet de connaître les contraintes admissibles par l'aéronef selon une vitesse donnée. D'autres représentations du domaine de vol sont possibles, en particulier sous la forme d'un abaque Altitude = f(Vitesse, Mach).
La vitesse ou le Mach maximal autorisés prennent selon les cas les noms de :
- VNE, « Velocity Never Exceed »
- VMO « Velocity Maximum Operating » et MMO « Mach Maximum Operating »

Sur un avion équipé de commandes de vol électriques, les lois de commandes de vol rendent impossible la sortie du domaine de vol quel que soit l'ordre appliqué par le pilote sur les commandes (sauf dans certains cas de panne, voir notamment l'AF447). En revanche, sur un avion à commandes de vol traditionnelles, seul le pilote est garant du bon respect du domaine de vol de l'avion.